# Illice schwartziorum
Illice schwartziorum är en fjärilsart som beskrevs av Dyar 1899. Illice schwartziorum ingår i släktet Illice och familjen björnspinnare. Inga underarter finns listade i Catalogue of Life.